# Khuda Muyaba
Khuda Ike Muyaba (ur. 26 grudnia 1993 w Mzuzu) – piłkarz malawijski grający na pozycji napastnika. Od 2020 jest piłkarzem klubu Polokwane City FC.

## Kariera klubowa
Swoją karierę piłkarską Muyaba rozpoczął w klubie Moyale Barracks. W sezonie 2013/2014 zadebiutował w jego barwach w pierwszej lidze malawijskiej i w debiutanckim sezonie zdobył wywalczył z nim wicemistrzostwo Malawi. W sezonie 2014 ponownie został wicemistrzem kraju. W 2018 przeszedł do Silver Strikers, w którym spędził dwa sezony.
W styczniu 2020 Muyaba został zawodnikiem południowoafrykańskiego Polokwane City. Swój ligowy debiut w nim zaliczył 6 marca 2020 w przegranym 0:1 wyjazdowym meczu z Maritzburgiem United. W sezonie 2019/2020 spadł z Polokwane z Premier Soccer League do National First Division.
| Sezon   | Klub            | Kraj              | Rozgrywki        | Mecze | Gole |
| ------- | --------------- | ----------------- | ---------------- | ----- | ---- |
| 2013/14 | Moyale Barracks | Malawi            | TNM Super League | ?     | ?    |
| 2014    | Moyale Barracks | Malawi            | TNM Super League | ?     | ?    |
| 2015    | Moyale Barracks | Malawi            | TNM Super League | ?     | ?    |
| 2016    | Moyale Barracks | Malawi            | TNM Super League | ?     | ?    |
| 2017    | Moyale Barracks | Malawi            | TNM Super League | ?     | ?    |
| 2018    | Silver Strikers | Malawi            | TNM Super League | ?     | ?    |
| 2019    | Silver Strikers | Malawi            | TNM Super League | ?     | ?    |
| 2019/20 | Polokwane City  | Południowa Afryka | PSL              | 1     | 0    |
| 2020/21 | Polokwane City  | Południowa Afryka | NFD              | 24    | 7    |

## Kariera reprezentacyjna
W reprezentacji Malawi Muyaba zadebiutował 29 czerwca 2017 w zremisowanym 0:0 meczu COSAFA Cup 2017 z Angolą, rozegranym w Rustenburgu. W 2022 został powołany do kadry na Puchar Narodów Afryki 2021. Na tym turnieju zagrał w czterech meczach: grupowych z Gwineą (0:1), z Zimbabwe (2:1) i z Senegalem (0:0) oraz w 1/8 finału z Marokiem (1:2).